# Molophilus (Molophilus) dalby
Molophilus (Molophilus) dalby is een tweevleugelige uit de familie steltmuggen (Limoniidae). De soort komt voor in het Australaziatisch gebied.